# Bohuslav Šimůnek
Bohuslav Šimůnek (3. března 1905, Rosice nad Labem – 31. ledna 2001, Praha) byl československý konstruktér leteckých motorů ČKD-Praga, Tatra, Walter/Motorlet a Avia. V letech 1945–1964 byl vedoucím prototypové výroby, náměstkem ředitele a hlavním konstruktérem invertních pístových motorů Walter.

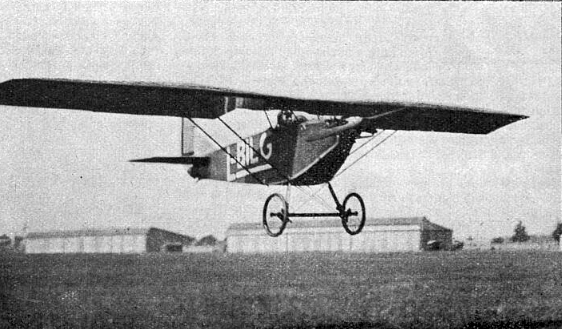
Letadlo bří. Šimůnků, L-BILG (Letectví, říjen 1928)

## Život
Bohuslav Šimůnek se narodil v Rosicích nad Labem v rodině řídícího učitele. Ještě ve školních dobách viděl se svým starším bratrem Vladimírem, pozdějším plukovníkem čs. letectva, létat ing. Jana Kašpara. Tato událost ovlivnila jejich další osudy. Bratři Šimůnkové (Bohuslav a Vladimír) se začali zabývat letectvím v době na počátku první světové války, kdy se věnovali stavbě modelů.
O letectví se Bohuslav živě zajímal již při studiu na pardubické reálce a v období studia na pražském ČVUT (1924–1928). Po první světové válce oba bratři studovali na ČVUT v Praze (Bohuslav o ročník níž), při studiu absolvovali v roce 1923 praxi ve společnosti Avia ve Vysočanech, kde v té době byli hlavními konstruktéry Pavel Beneš a Miroslav Hajn. Po ukončení studií se ing. Vladimír Šimůnek stal vojenským zkušebním pilotem a ing. Bohuslav Šimůnek uznávaným konstruktérem leteckých motorů.

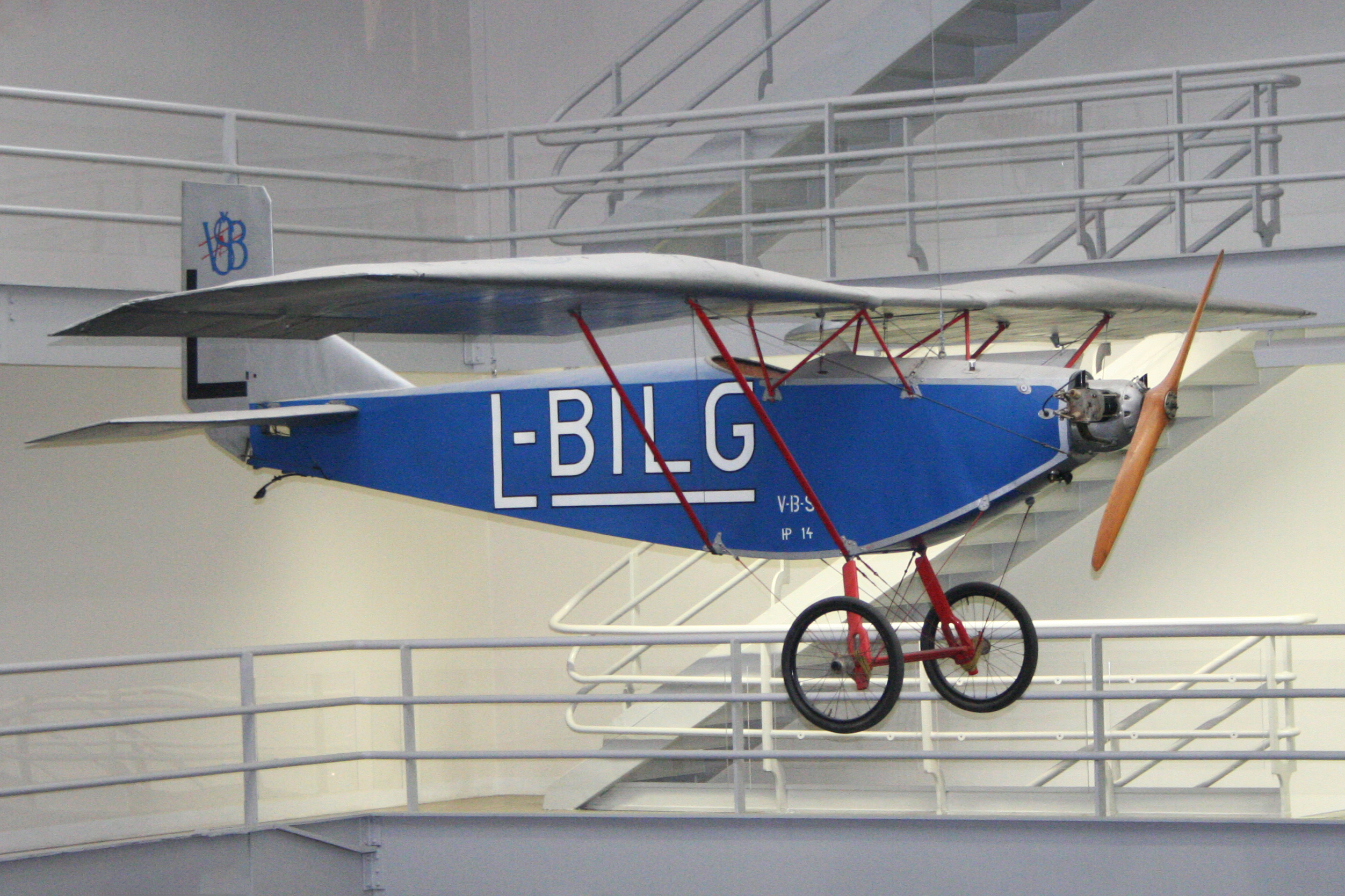
VBŠ-1 Kuňkadlo v NTM

## Studia a sportovní pilot
Bratři se rozhodli postavit vlastní lehké letadlo. Stroj VBŠ Kuňkadlo byl koncipován jako jednomístný celodřevěný hornoplošník s nekrytým pilotním prostorem. Vladimír Šimůnek spolu se svým mladším bratrem Bohuslavem Šimůnkem zahájili stavbu o prázdninách roku 1924, pokračovalo se o rok později. V roce 1925 bylo imatrikulováno jako L-BILG a v tomto roce také poprvé vzlétlo.
Letadlo vzniklo za podpory tehdejší Masarykovy letecké ligy (MLL). Plány překontroloval ing. Miroslav Hajn. Aeroklub Republiky Československé prostřednictvím MLL poskytl na stavbu subvenci 1 600 Kč, motor Clerget-Renault 2K o výkonu 10,3 kW (14 k) zapůjčilo Ministerstvo národní obrany. První fáze stavby proběhla o prázdninách roku 1924 ve Veselé u Rovenska pod Troskami, pokračovalo se opět o prázdninách, o rok později. Letadélko verze VBŠ-a poprvé vzlétlo v roce 1925 ve Kbelích, řízeno vojenským pilotem mjr. Skálou. Letoun se zúčastnil rychlostního závodu o cenu prezidenta republiky. Po něm jej vyzkoušeli další piloti. Jejich celkový dojem byl příznivý, ale byly objeveny některé nedostatky. Stroj byl těžký na ocas, směrovka měla příliš malou plochu, osa podvozku se prohýbala a z letounu byl špatný výhled. Problémy byly i s nepravidelným chodem motoru, který vydával podivné kuňkavé zvuky. Z toho vznikla přezdívka „Šimůnkovic kuňkadlo“. Bratři Šimůnkové proto provedli rekonstrukci letounu na typ parasol (verze VBŠ-b), při níž odstranili jeho nedostatky. Problém s výhledem byl vyřešen zvednutím křídla nad trup, ke kterému bylo uchyceno vzpěrami. Na jaře 1927 bylo Kuňkadlo oficiálně zalétáno ve Vojenském leteckém ústavu studijním a imatrikulováno L-BILG. V červnu 1927 potom bylo vystaveno na IV. mezinárodní letecké výstavě v Praze. Ing.C. Vladimír (civilní pilotní zkoušku složil 1. prosince 1927) pak s letounem V.B.Š.-1 pravidelně létal a vystupoval na různých leteckých přehlídkách. Kuňkadlo bylo vyřazeno z leteckého rejstříku v roce 1929, poté bylo uloženo v ČKD-Praga ve Vysočanech a po druhé světové válce umístěno do Národního technického muzea v Praze. Bohuslav Šimůnek si Kuňkadlo neodzkoušel, protože za aktivního "života" letounu (1925–1929) neměl ještě pilotní průkaz.
V roce 1930 se zúčastnil na motocyklu Praga BD 500 v kategorii do 500 cm3 Hvězdicové jízdy k autosalónu v Praze a v této kategorii zvítězil, za což obdržel plaketu vítěze kategorie (I. cena v kategorii) a stříbrné pouzdro na cigarety věnované výstavním výborem a cenu továrny Praga. Rok 1931 byl pro něj významný i tím, že od 1. srpna byl účastníkem 2. kursu v Ústřední pilotní škole Aeroklubu RČs. Ve stejné roce a v téže škole (ale o jeden běh dříve) byl pilotem-učněm i jeho pozdější šéf v A.S. Walter ing. Antonín Kumpera. Koncem roku složil zkoušky a stal se pilotem „turistickou“ licencí. S platnou legitimací turistického letce byl zapsán v československém rejstříku letců.
S letounem Letov Š-118 (OK-IPU) se účastnil 21. května 1934 Leteckého dne v Čáslavi a v hvězdicovém sletu obsadil 2. místo. Klubová letka Aeroklubu RČs. se 4 klubovými stroji se 26. srpna 1934 zúčastnila Leteckého dne v Českých Budějovicích, kterému bylo přítomno na 15 000 diváků. Mezi piloty-účastníky byl i ing. B. Šimůnek. Na podzim 1934 dosáhl svého největšího úspěchu mezi amatérskými letci Aeroklubu RČs. Posádka pilot ing. B. Šimůnek – navigátor dr. J. Janatka na letounu Letov Š-118 s motorem Walter NZ-85 zvítězila v Národním letu RČs.
Mimo motorových letounů létal i na kluzácích, např. na cvičném větroni Zlín-VIII Jaroslava Lonka. V srpnu 1936 byl nadšeně přivítán činovníky Ostravského aeroklubu a davem zvědavců, když přistál s letounem Beneš-Mráz Be-60 Bestiola (OK-LSC) na novém ostravském letišti, aby tam takto dopravil první letoun tohoto aeroklubu. V červnu 1937 se posádka Šimůnek-Uchytil na letounu Zlín Z-XII zúčastnila Letu pravidelnosti Moravou, ale nebyla to úspěšná účast, protože tato posádka obsadila poslední 26. místo.

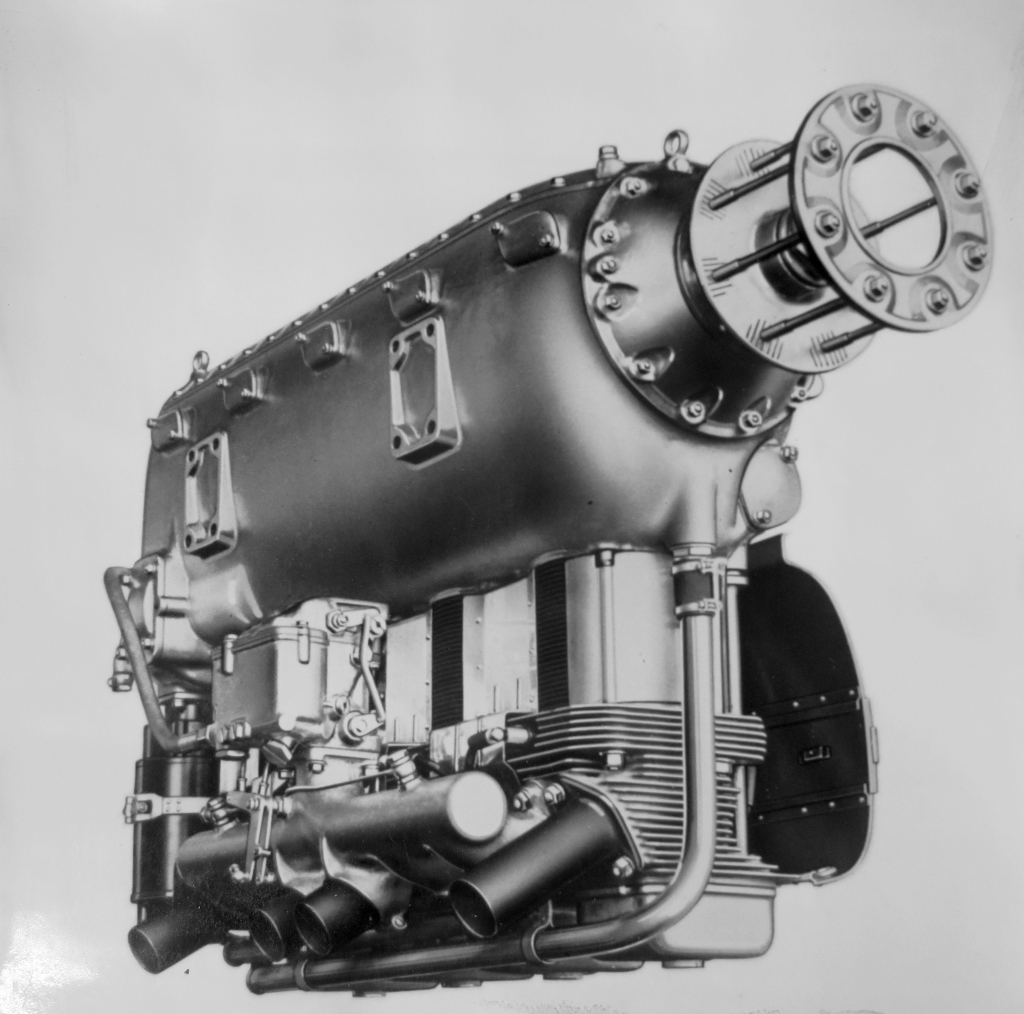
Walter Minor 4-III (1946)

## Profesionální kariéra Avia, ČKD-Praga a Tatra
V roce 1929 nastoupil do továrny Avia, kde byl krátce, vedoucím statického oddělení, aby v roce 1933 přešel do ČKD-Praga, kam nastoupil jako konstruktér. Podílel se na vývoji dvanáctiválcového, vodou chlazeného motoru s reduktorem a kompresorem Praga ESVK.

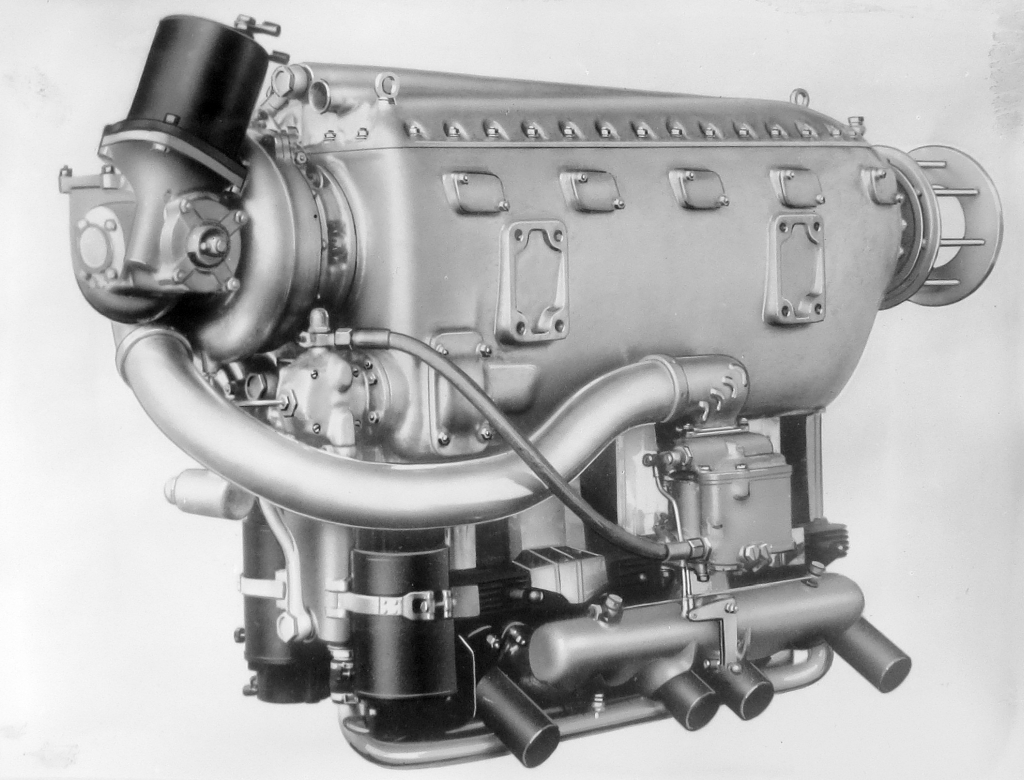
Walter Minor 4-III-S (1946)

Jeho první samostatnou konstrukcí se stal letecký motor Praga B z roku 1934 (plochý dvouválcový motor chlazený vzduchem o výkonu 36/40 k), který byl zkonstruován v roce 1934 jako první ze zamýšlené řady motorů pro lehká a sportovní letadla. Inspirován byl americkým motorem pro lehká letadla Aeronca E-113A o vzletovém výkonu 36 k/26,5 kW, který byl koncernem ČKD zakoupen pro prototyp nového letounu Praga E-114. Bylo logické, že společnost ČKD Praga, která již v první světové válce vyráběla letecké motory, se po zvážení odbytových možností rozhodla k výrobě vlastního malého leteckého motoru. O rok později ing. Šimůnek představil inovaci tohoto motoru označenou jako Praga B-2 se zvýšeným výkonem. Druhým typem jeho konstrukce byl motor Praga D o výkonu 44 kW/60k, který ale již nedokončil, protože přijal nabídku na zaměstnání v Tatře Kopřivnice. V továrně ČKD Praga pracoval v konstrukci leteckých motorů do roku 1935.

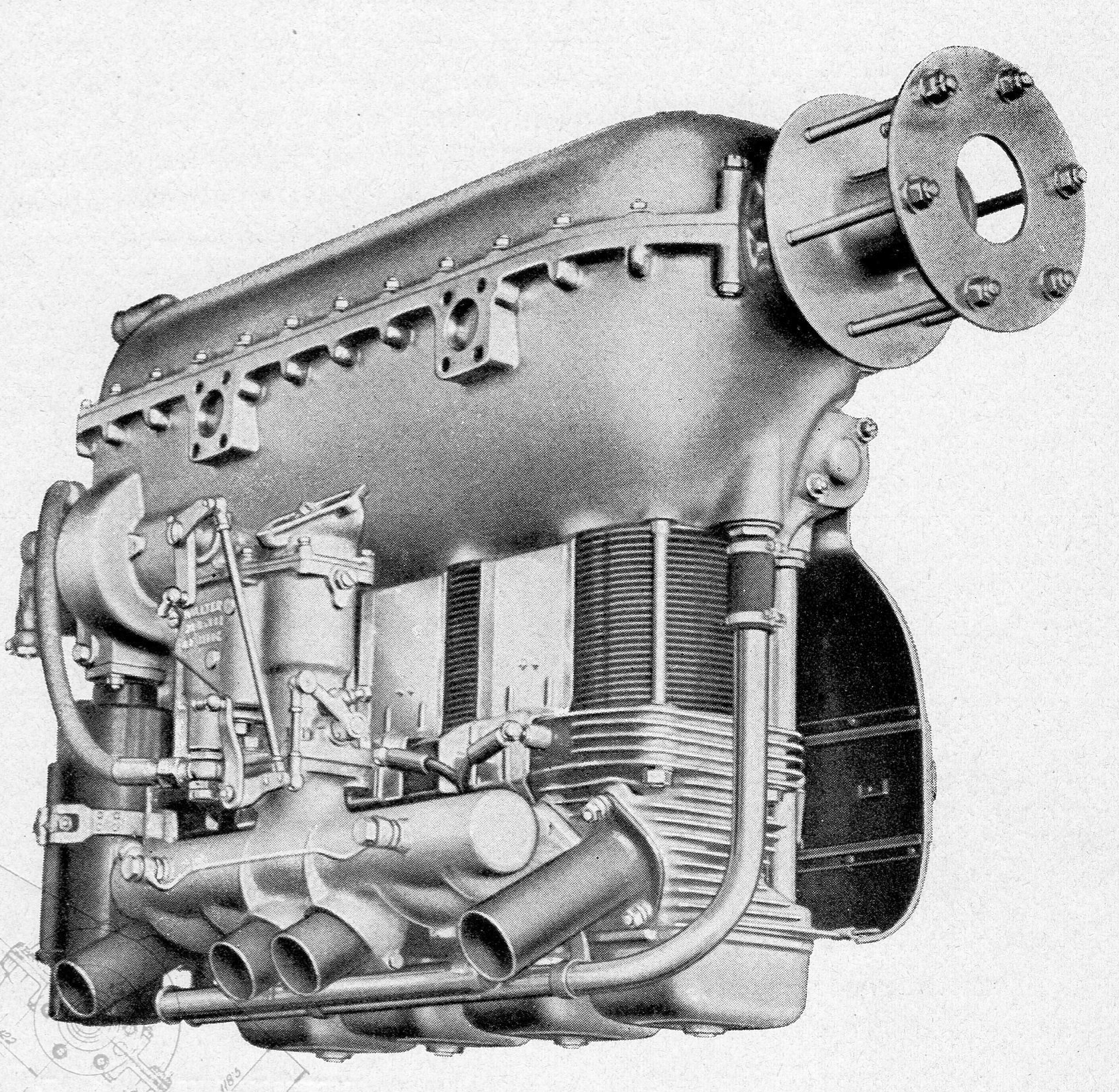
Walter Mikron III (1946)

V roce 1936 byl jedním z přednášejících na teoretických kurzech pilotní školy Aeroklubu RČs, které předcházely akci 1000 nových pilotů. Přednášel společně s ing. Vladimírem Karmazínem a ing. Janem Štěpánem o leteckých motorech.
V Tatře Kopřivnice pracoval od roku 1936 na zavádění vzduchem chlazeného invertního čtyřválcového řadového motoru Tatra T-100 o výkonu 63 kW/85 k (licence Hirth HM-504A), který byl úspěšný jak na v Tatře vyráběném licenčním letounu Bücker Bü 131, tak na původním letounu Tatra T.101-1. Když se v květnu 1938 mjr. Ján Ambruš a šéfpilot Matěna vrátili z dálkového letu Praha — Chartúm a zpět, byl ing. B. Šimůnek právem mezi vítajícími na pražském letišti.

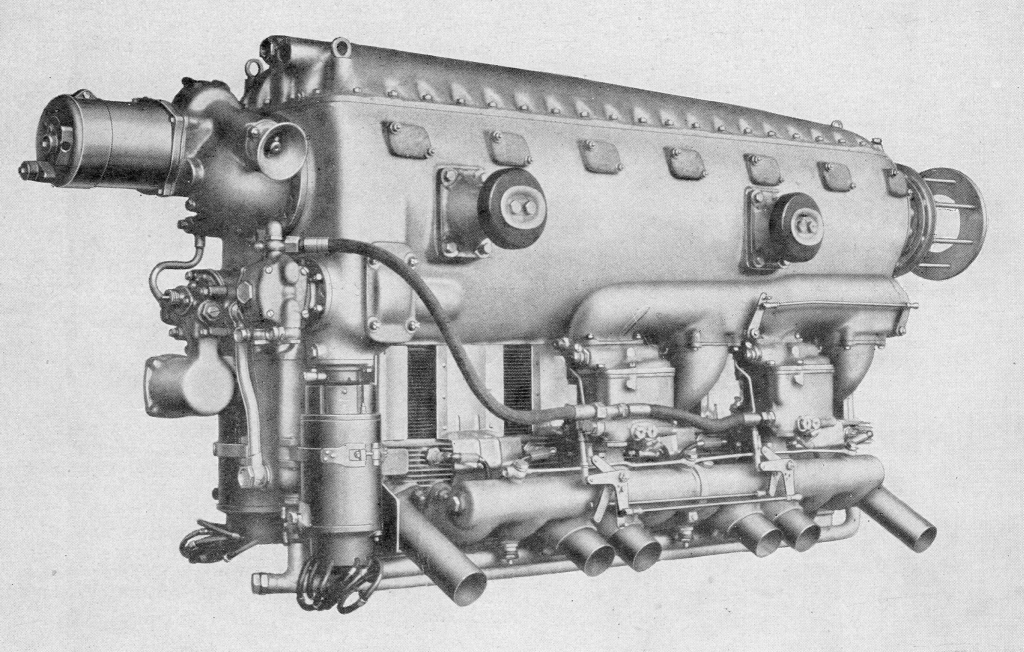
Walter Minor 6-III (1946)

Po mnichovském diktátu padla Kopřivnice do „sudetské“ části. Bohuslav Šimůnek opustil Tatru a přešel do Prahy, k továrně Walter v Jinonicích.

## Profesionální kariéra Walter/Motorlet
V A.S. Walter, továrně na automobily a letecké motory v Praze XVII – Jinonicích nastoupil koncem roku 1938 do konstrukce, kterou vedl technický ředitel továrny, ing. Františkek Barvitius. Vyráběly se zde mimo hvězdicových motorů také známé invertní letecké motory Walter Junior, Walter Mikron a Walter Minor. Navrhl několik vlastních konstrukcí, ale po 15. březnu 1939 jejich realizace už nebyla možná. Za německé okupace výroba vlastních motorů Walter ustala, vyráběly se německé motory Argus As 10 a Argus As 410 pro bitevní, cvičná a spojovací letadla Luftwaffe.
V roce 1941 absolvoval stáž v Berlíně u firmy Argus společně s ing. Janem Šustou a ing. Františkem Barvitiem, která měla zabezpečit hladký náběh motorů Argus As 410 do výroby v Jinonicích. Továrna Walter byla za druhé světové války přejmenována na Walter Automobil und Flugmotoren Fabrik A.G. Krátce po této „exkurzi“ z vlasteneckých pohnutek opustil konstrukci orientovanou na válečnou výrobu resp. po rozpuštění podnikové konstrukce a přešel na detašované pracoviště nářaďovny (opravna obráběcích strojů) v Uhříněvsi, kde zůstal až do osvobození. Udělal dobře, v bouřlivých květnových dnech 1945 čerstvě zaměstnanci zvolená Závodní rada firmy A.S. Walter rozhodla dne 15. května 1945 o propuštění některých zaměstnanců, mezi nimiž byli oba jeho „spolucestující“ do Berlína, technický ředitel a hlavní konstruktér ing. František Adolf Barvitius a ředitel ing. Jan Šusta. Nový technický vedoucí Ing. František Nušl (za války vedoucí zkušeben) jmenoval krátce po osvobození na místo šéfkonstruktéra Ing. Bohuslava Šimůnka.

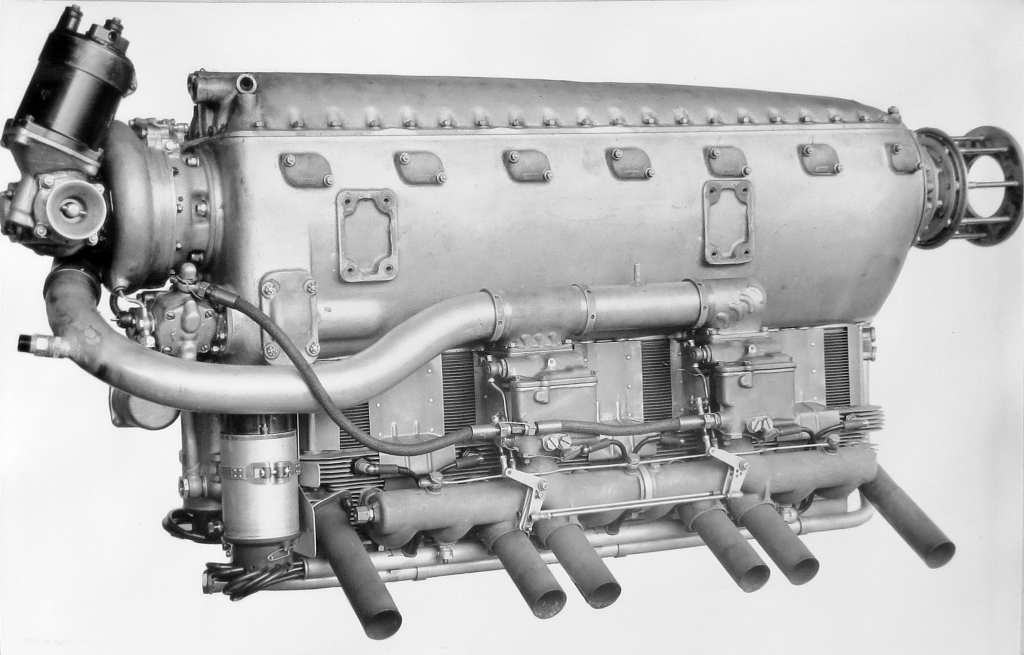
Walter Minor 6-III-S (1946)

Na modernizaci řadových pístových motorů Mikron a Minor pracoval tajně už za války. Již v červnu 1945 prosadil zřízení prototypového oddělení a do vínku mu dal za války připravené modernizace invertních motorů Walter. Jako první to byl Walter Minor 4-III o výkonu 74 kW/100 k a brzy následoval Walter Mikron III o výkonu 44 kW/60 k a Walter Minor 6-III o jmenovitém výkonu 160 k (118 kW). A zcela nový motor Walter A. Walter Minor 4-III (typové označení M-133) ing. Bohuslava Šimůnka byl dán do výroby a homologován podle podmínek PICAO počátkem roku 1946, jako první letecký motor vyrobený ve svobodné Evropě. V řadě čtyřválcových Minorů následoval Walter Minor 4-III-S (typové označení M-333), který byl vybaven vypínatelným, odstředivým kompresorem s převodem 1:7,4, čímž jeho startovací výkon stoupl až na 120 k (88 kW) při 2600 ot./min. Kompresor zvýšil hmotnost motoru na 97,3 kg. Později byl nainstalován krátce na letounu Mráz M-1 Sokol, ale příliš se neosvědčil, protože u něj byly problémy s uchlazením motoru. V řadě malých Mikronů představil v roce 1946 Mikron III (typové označení M-130) s výkonem 48 kW (65k), který se uplatnil především v modernizovaných poválečných letounech Praga E-114 M „Air Baby“. A jako třetí konstrukci zavedl Walter Minor 6-III a kompresorovou verzi Minor 6-III-S. Ještě v roce 1946 představil čtvrtý motor, úplně novou konstrukci, malý dvoudobý, dvouválcový řadový motor Walter A o výkonu 15-18 kW/20-25 k a hmotnosti pouhých 25 kg. Na prvním poválečném aerosalonu v Paříži na podzim roku 1946 tak mohl Ing. Šimůnek prezentovat československý motorářský průmysl hned čtyřmi typy nových motorů.
V roce 1947 přišel s novou řadou invertních motorů Walter, označenou jako řada Walter V. Prvním motorem této řady byl Walter M-431 (Walter Mc). Po něm následoval Walter V-12 (M-446), invertní dvouřadový dvanáctiválec s uspořádáním válců do V, s reduktorem a dvourychlostním kompresorem. Tento motor navazoval na předválečný motor Walter Sagitta. Vzletový výkon činil 515 kW/700 k při 2750 ot/min a jmenovitý (cestovní) 316 kW/430 k při 2300 ot/min. Posledním nerealizovaným motorem byl invertní řadový šestiválec Walter V-6 (M-436). Vývoj probíhal od roku 1949 a následujícího roku byl ukončen, aniž by vznikl jediný prototyp. Výkon byl odhadován na 235 kW/320 k při 2800 ot/min. V roce 1948 byl náměstkem podnikového ředitele n.p. Motorlet, ale další jeho působení ve vyšších funkcích bylo poznamenáno politickým tlakem, kterému byl po „Únoru“ vystaven. V roce 1949 na stránkách Letectví ještě kriticky zhodnotil situaci v Československu v oblasti vývoje a výroby pístových motorů. Přímo uvedl: „Chybí nám však dokonalé zapalovací soustavy, karburátory a elektrická výzbroj. Jsme odkázáni na jediný výrobek zapalovače ne právě nejmodernějšího, k němuž jsme byli nuceni sami vytvořit doplňky. Máme malý výběr. Ještě horší je situace v karburátorech. V naprostém nedostatku jsme byli nuceni vytvořit vlastní vzory s malou zkušenosti a téměř bez zkušebního zařízení. Tak delikátní odvětví, které bez nejméně dvacetileté zkušenosti nevede žádná z motorářských továren na světě, jsme nuceni udržovat za každou cenu, neboť bychom motory vůbec nemohli vyrábět.... Tím, že jsme nuceni řešit problémy, které jinde motorové továrny neřeší, neboť dostanou dokonalé příslušenství od speciálních dodavatelů, ztrácíme drahocenný čas potřebný k vývoji motoru samého.“ Negativní úlohu v jeho „konstrukční“ kariéře sehrála i technická závada motoru Walter V-12 (M-446) a s tím spojená tragická havárie prototypu cvičného letadla XLE-110, při níž zahynuli zkušební pilot Karel Vaněk a technik Božetěch Dubový. Došlo k ní 12. listopadu 1951 a měla za následek zastavení vývoje motorů řady Walter V. Od dubna 1950 byl v Motorletu n.p. vedoucím konstrukce Josef Brynych.  

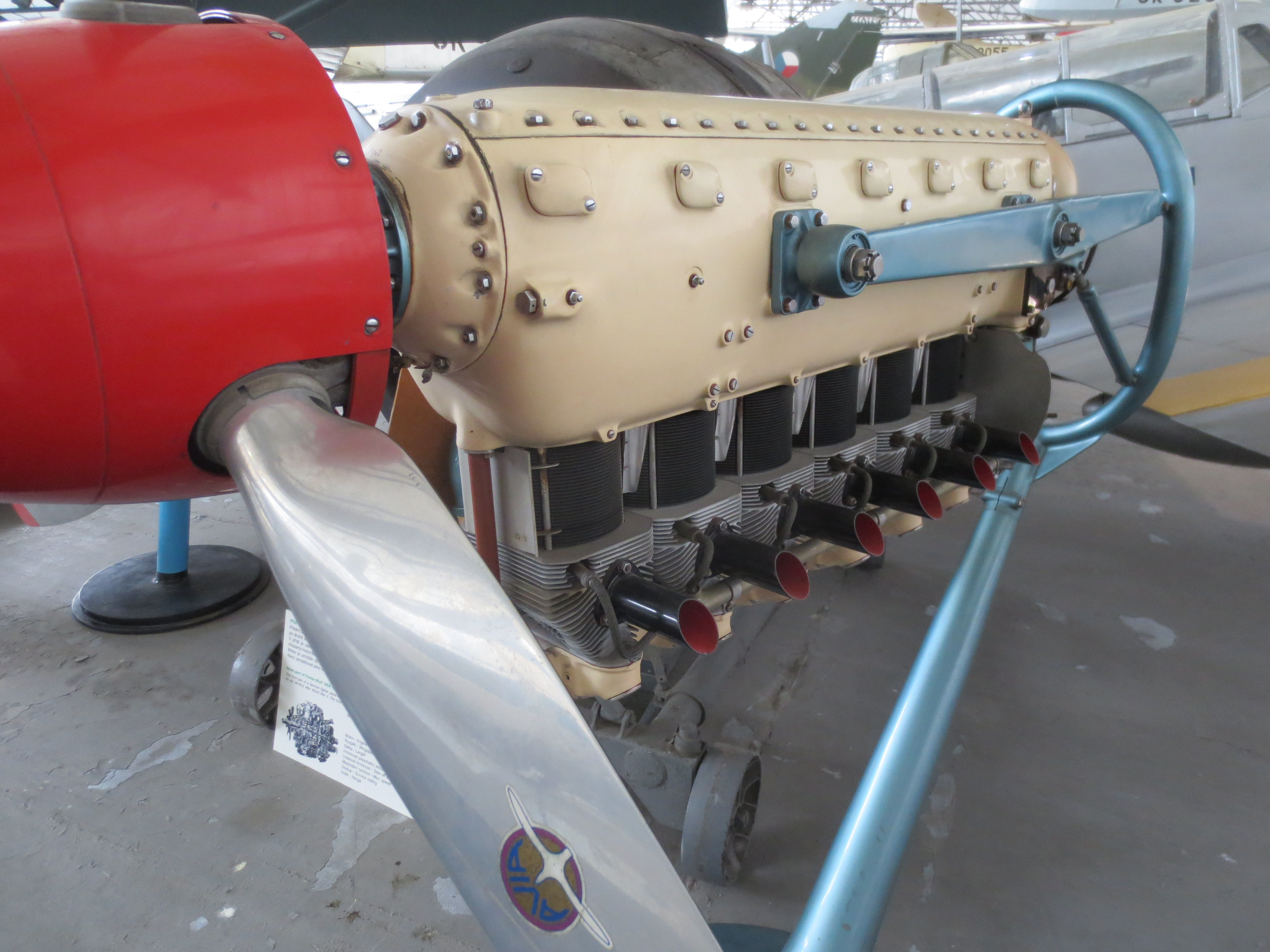
Walter M-337 (1959)

Teprve v druhé polovině 50. let prosadil výrobu inovovaných pístových motorů. Minor 4-III byl modifikován v roce 1956 do verze M-332Sc (103 kW/140 k) s vypínatelným kompresorem, s nízkotlakým vstřikováním před sací ventily (MPI, Multi Point Injection), rozvodem OHC a elektrickým spouštěčem a v roce 1959 byla zahájena sériová výroba modernizovaného Minoru 6-III jako verze M-337Sh (154 kW/210k). V konstrukci těchto poválečných Minorů bylo využíváno 8 patentů, které ing. Šimůnkovi byly přijaty a následně chráněny Patentním úřadem v Praze. Další 4 patenty potom podal za svého působení v Automobilových závodech n.p. (Avia).
Čtyřválcových motorů Walter Minor 4-III bylo vyrobeno v letech 1946–1960 celkem 3 092 kusů a motorů M-332 celkem 1192 kusů (1956–1964). Šestiválcových motorů Minor 6-III bylo v letech 1947–1963 vyrobeno 1508 kusů a motorů M-337 1147 ks v letech 1960–1964.

## Profesionální kariéra Avia
Přelom 50. a 60. let nebyl výrobě pístových motorů pro cvičná, sportovní a akrobatická letadla nakloněn. Jinonický Motorlet v tisícikusových sériích vyráběl v sovětské licenci proudové motory M-05 (Klimov VK-1) a M-06 (Klimov VK-1A) pro bojové stíhačky MiG-15 a MiG-17. Navíc připravoval výrobu proudového motoru vlastní konstrukce Walter M-701 (1957–1960), který se v 60. letech stal hlavní položkou výrobního programu. V továrně, kde pracovalo na 4 500 zaměstnanců v třísměnném provozu, už nebylo pro pístové motory místo.
Jako první opustila Motorlet n.p. v roce 1958 konstrukční skupina plochých pístových motorů ing. Jaroslava Kruliše (Walter M-208) a v roce 1964 i skupina invertních pístových motorů vedená ing. Bohuslavem Šimůnkem. V důsledku stále zvyšovaných požadavků na výrobu proudových motorů v Jinonicích došlo v roce 1961 k rozhodnutí přemístit i výrobu pístových motorů z Jinonic do podniku Avia v Čakovicích. Ing. Bohuslav Šimůnek na to později vzpomínal: „Tehdy nás ve Waltrovce v roce 1964 naložili na „lopatu“ a i s obráběcími stroji nás vyvezli do Avie. Tehdy do Avie jsme nakonec přešli jen tři konstruktéři a pomáhali jsme tam při zahájení výroby našich řadových motorů. Té bylo určeno jen malé místo v koutě továrny.“
Vývoj motorů v „delimitované“ konstrukční skupině ing. Bohuslava Šimůnka v Avii pokračoval, roce 1970 byl zaveden motor Avia M337A určený pro letoun Z-43 a konečně v roce 1980 model Avia M337AK určený pro víceúčelový letoun Z-142. Tyto nové modely se lišily od původních verzí Sc a Sh adaptací olejového a palivového systému umožňujícího akrobatický provoz. Poslední nové motory typu Avia M137A/AZ ing. B. Šimůnka umožňovaly tzv. vysokou pilotáž, všechny modely pak měly delší provozní lhůtu v porovnání s výchozími modely. V letech 1964–1992 bylo v Avii vyrobeno přes 2 000 ks těchto motorů.
Jako činorodý a agilní technik zůstal Ing. Bohuslav Šimůnek činný až do roku 1967, kdy odešel ve věku 62 let do důchodu.

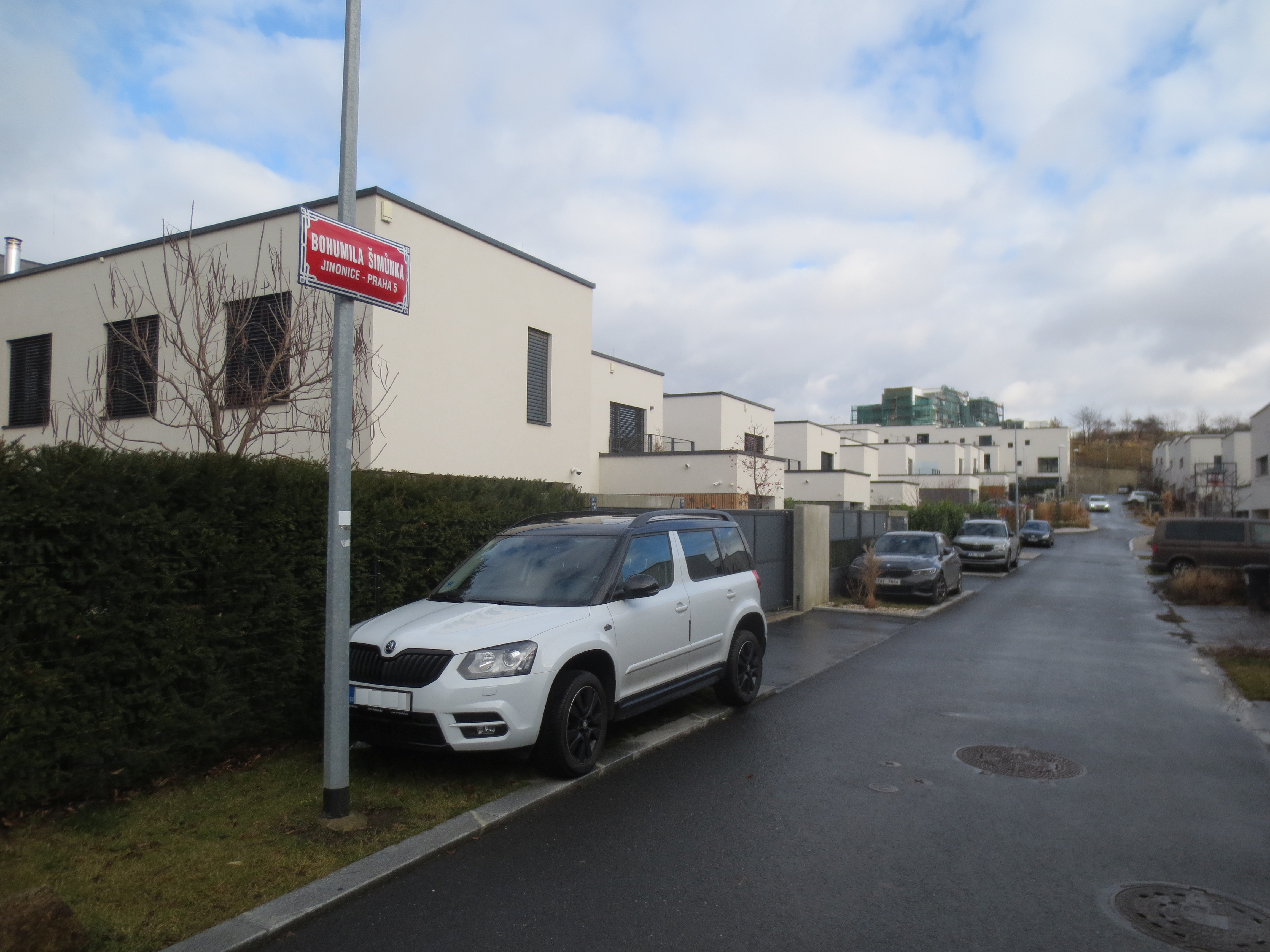
Ulice Bohumila Šimůnka, Praha 5 – Jinonice

## Pístové letecké motory v 21. století
Po privatizaci podniku Avia se výroba leteckých motorů opět stěhovala, po téměř 30 letech byla výroba opět přemístěna. Proces delimitace do LOM Praha s.p. byl ukončen v roce 1992. Od tohoto roku se LOM PRAHA s.p. stal hlavním projektantem invertních pístových motorů s výhledem pokračovat ve vývoji a sériové výrobě motorů a náhradních dílů. V druhé polovině roku 1992 byla zahájena výroba čtyřválcového motoru typu M332A a šestiválcových motorů typu M337A a M137A (nepřeplňovaná verze M337A upravená pro akrobatické létání). Po té následovaly další modifikace včetně nové šestiválcové verze M132A/AK pro akrobacii pro pevnou nebo stavitelnou vrtuli. LOM Praha s.p. tyto motory zaváděné do výroby od roku 1934 vyrábí – po zmíněných modifikacích – i v 21. století po téměř 90 letech od jejich vzniku.
Walter Mikron se přestal vyrábět v roce 1950. Téměř po 30 letech tento motor znovu aplikačně ožil. V Aerotechniku Kunovice jej v roce 1978 použili pro pohon celokovového kluzáku Let L-13 Blaník v motorizované verzi označené jako L-13 SW „Vivat“, ve kterých létají tyto zdařilé pohonné jednotky do současnosti. Zpočátku byly využívány původní motory Walter Mikron III, na kterých prováděla firma Aerotechnik ve svém závodě v Moravské Třebové generální revize. Později (po 35 letech od ukončení výroby v Motorletu), od prosince 1985 zde byla zahájena výroba nových motorů Mikron IIIS a IIIA, na které Aerotechnik získal typové osvědčení letové způsobilosti dle národního předpisu L 8/0.
V roce 1999 byl od společnosti Aerotechnik (později EVEKTOR) odkoupen program výroby a údržby motorů Mikron, který se stal náplní činnosti firmy PARMA-TECHNIK s.r.o. se sídlem v Luhačovicích. Výroba, opravy a vývoj motorů zůstaly v původních prostorech v Moravské Třebové. Přímou návazností personálního obsazení, technického a technologického zajištění a odkoupením rozpracované výroby vytvořila firma PARMA-TECHNIK podmínky pro další existenci motorů Mikron III. Postupně byly zavedeny modernizované verze motoru Mikron: IIIA, IIIB, IIISE, IIIA UL, IIIB UL a IIIC UL. V dubnu 2009 byla výroba přemístěna do nových prostor v areálu civilního letiště Staré Město u Moravské Třebové (Aeroklub Moravská Třebová, LKMK) a v červenci 2015 se odstěhoval PARMA-TECHNIK do prozatímních prostor v Luhačovicích. V roce 2017 byly dokončeny stavební práce na nové provozovně fy PARMA-TECHNIK s.r.o. na letišti v Luhačovicích (LKLUHA), uvedeném do provozu v témže roce Aeroklubem Holešov.
Motory ing. Bohuslava Šimůnka se vyrábějí i v 21. století.
Tradice jména Šimůnek v českém letectví pokračuje. Již třetí generace Šimůnků je spojena s letectvím. Syn ing. Vladimíra Šimůnka (a synovec ing. Bohuslava Šimůnka) postavil letadlo ŠK–1 Trempík, které za pomoci nadšenců z továrny Letov dostavěl a stroj vzlétl v roce 1979. Jeho synové Petr a Pavel Šimůnkovi se zabývají od roku 2000 výrobou svařovaných dílů pro ultralehká letadla ve společnosti Kovo-air, s.r.o. v Číhošti u Ledče nad Sázavou.

## Publikační činnost a patenty
- Patent č. 51544: Českomoravská-Kolben-Daněk, akc. spol. a Ing. Bohuslav Šimůnek, Praha. – Omezovač otevření splynovače leteckého motoru (1935)
- Patent č. 55772: Českomoravská-Kolben-Daněk, akc. spol., Ing. Bohuslav Šimůnek, Ing. Richard Stolle – Uložení ložisek hřídele jednoho z kol ozubeného soukolí zvláště soukolí reduktorového, přenášejícího pohon z klikového hřídele motoru na hřídel vrtule (1936)
- Patent č. 76219: Ing. Bohuslav Šimůnek – Palivová plnicí soustava spalovacího motoru (1947)
- Patent č. 77523: Ing. Bohuslav Šimůnek – Poháněcí ústrojí kompresoru, se spouštěcím ústrojím spalovacího motoru (1949)
- Patent č. 79572: Letecké závody, n.p. a Ing. Bohuslav Šimůnek – Spouštěcí nastřikovací pumpa pro spalovací motory (1950)
- Patent č. 80021: Ing. Bohuslav Šimůnek – Vstřikovací palivové čerpadlo (1951)
- Patent č. 82317: Ing. Bohuslav Šimůnek – Vytváření chladicích žeber, obzvláště z hliníku, na ocelovém nebo litinovém pouzdře (1952)
- Patent č. 89934: Ing. Bohuslav Šimůnek – Elektrický spouštěč motoru (1958)
- Patent č. 94425: Ing. Bohuslav Šimůnek – Zařízení k lití vrstvy hliníku pro žebrování na válec (1958)
- Patent č. 102610: Ing. Bohuslav Šimůnek – Uspořádání přívodu chladicího vzduchu u pístových řadových motorů (1959)
- Patent č. 112192: Ing. Bohuslav Šimůnek – Odstředivý čistič oleje (1962)
- Patent č. 115989: Ing. Bohuslav Šimůnek – Vstřikovací palivové čerpadlo (1963)
- Patent č. 122806: Ing. Bohuslav Šimůnek – Zařízení k regulaci tlaku vzduchu ovládajícího dodávku vstřikovacího čerpadla spalovacího motoru (1966)
- Patent č. 168423: Ing. Bohuslav Šimůnek – Zařízení pro mechanické přestavování vrtulových listů za letu (1974)
- ŠIMŮNEK, Bohuslav: Letadlové motory u nás, Letectví, ročník 25. (1949), s. 446
- ŠIMŮNEK, Bohuslav: Vzpomínky konstruktéra leteckých motorů, Letectví a kosmonautika, Roč. 1984, čis. 17–21.
- ŠIMŮNEK, Bohuslav: V motorech navázat na tradice, Letectví a kosmonautika. Roč. 1985, čís. 9, s. 10-11.
- ŠIMŮNEK, Bohuslav. Letadlové pístové motory u nás. Letectví a kosmonautika. Roč. 1989, čís. 23, s. 2–3.
- ŠIMŮNEK, Bohuslav: Krvavá válka, Letectví a kosmonautika. Roč. 1991, čís. 9, s. 8-9.
- ŠIMŮNEK, Bohuslav: O motorech pro sportovní letectví, Letectví a kosmonautika. Roč. 1994, čís. 12, s. 43-45.

## Posmrtné ocenění
Při výstavbě komplexu obytných a kancelářsko-administrativních budov rezidence Waltrovka byla po ing. Bohuslavu Šimůnkovi počátkem 2.dekády 21. století pojmenována jedna z ulic v areálu. Ulice nese jméno: Bohumila Šimůnka. Tato změna jména se začala vyskytovat v některých zdrojích už koncem 20. století. Toto jméno Bohumil uvádějí i některé seriózní prameny – V. Němeček v Československých letadlech 1945-1984, Vojenský historický ústav, portál vztlak.net a nebo valka.cz Ulice Bohumila Šimůnka se kříží s ulicí Barvitiovou, která končí na Walterově náměstí.